# Kisesküllő
Kisesküllő (románul: Așchileu Mic) falu Romániában, Erdélyben, Kolozs megyében.

## Fekvése
Kolozsvártól 36 kilométerre északnyugatra, a Borsa-patak mentén fekszik.

## Története
Először 1320-ban Kyseskuleu alakban említették. A 13. században a Zsombor nemzetség, később a 19. századig főként a Sombori/Zsombory család birtoka volt. A 18. században román jobbágyok mellett református vallású kisnemesek is lakták. A református egyház 1766-ban, Nagyesküllővel együtt 56 férfit és 44 asszonyt számlált. 1782–94-ben építettek maguknak templomot, amely azonban 1840-ben leégett, és a gyülekezet a továbbiakban filiát alkotott. Mai templomukat 1894-ben emelték. A falu 1876-ig Doboka vármegyéhez tartozott, amikor Kolozs vármegyéhez csatolták.
1880-ban 599 lakosából 498 volt román, 77 magyar és 24 cigány anyanyelvű; 512 görögkatolikus, 62 református és 22 zsidó vallású.
2002-ben 403 lakosából 299 volt román, 71 cigány és 33 magyar nemzetiségű; 367 ortodox és 32 református vallású.

## Látnivalók
- Az 1801-ben, Iuon Milronean által épített volt görögkatolikus, jelenleg ortodox fatemplom a faépítészet legérettebb és egyik legszebb példája az egykori Kolozs vármegyében. Belső festését 1806-ban Ioan Pop, majd 1843-ban Simon Mărtișan készítette. A templom elé Teodor Bârsan barcánfalvi fafaragó állított máramarosi kaput, fedelét pedig 2003-ban rozávlyai ácsok zsindelyezték újra.

## Képek

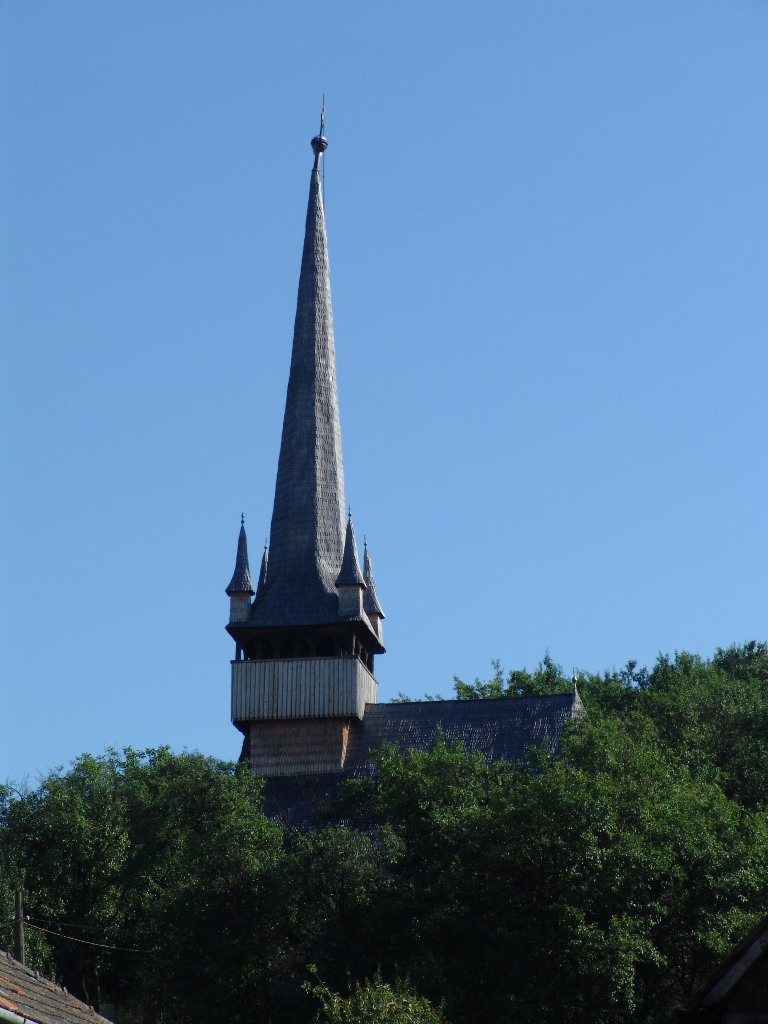
Görögkatolikus fatemplom
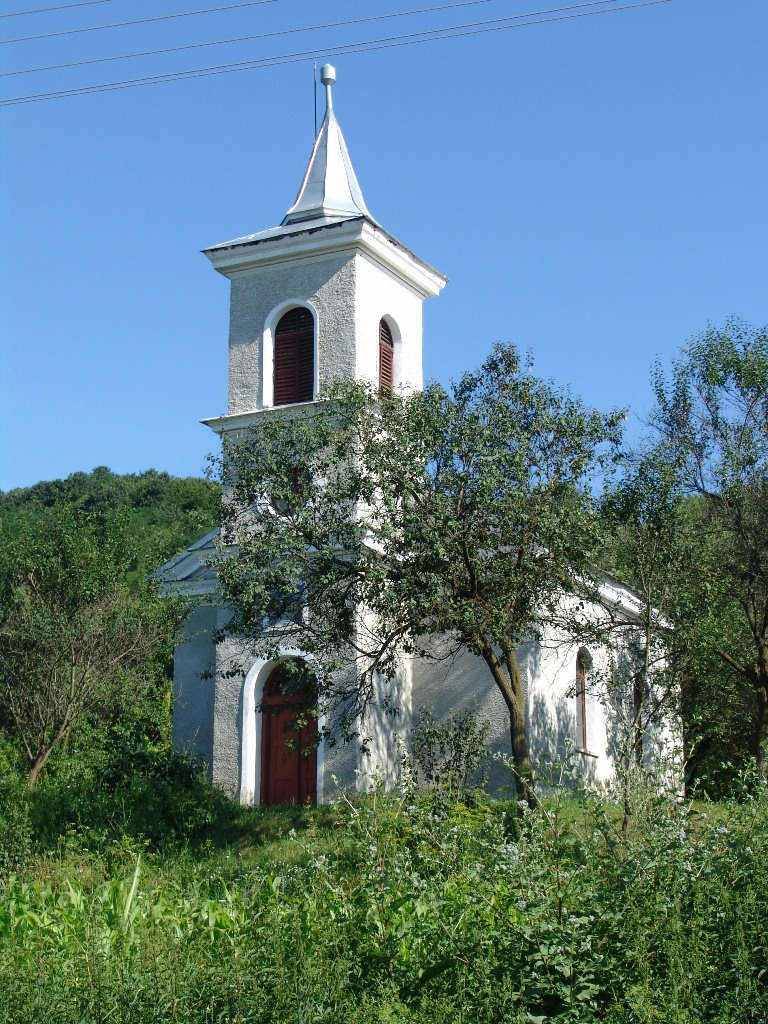
Református templom